# My z Uralu
My z Uralu (ros. Мы с Урала, My s Urała) – radziecki film z 1943 roku w reżyserii Lwa Kuleszowa i Aleksandry Chochłowej.

## Obsada
- Aleksiej Konsowski jako Kuźma Zawarin
- Janina Żejmo jako Wiera Zawarina
- Siergiej Filippow jako Andriej Stiepanowicz
- Aleksandr Michajłow jako Wania Tomakurow
- Gieorgij Millar jako dziadek Tomakurow
- Marija Winogradowa jako Sonia
- Piotr Gaładżew jako pracownik fabryki
- Siergiej Komarow jako Jurij Pawłowicz
- Nikołaj Grabbe jako Pawka Drozdow
- Siergiej Martinson jako przewodniczący koła tanecznego
- Marija Barabanowa	jako Kapa Chorkowa
- Lidija Suchariewska jako Marija Wasiljewna
- Gleb Fłorinski jako major Ignatjew